# Leirufjörður
Der Leirufjörður (dt. Lehmfjord) ist ein Fjord in den Westfjorden im Nordwesten Islands.
Der Fjord ist der kleinste und südlichste der Jökulfirðir, einer Gruppe von fünf Fjorden am Nordufer des Ísafjarðardjúp. Er reicht knapp 4 km ins Land hinein und liegt knapp 5 km südwestlich des Gletschers Drangajökull. Seinen Namen hat er von Lehmablagerungen des Gletscherflusses Jökulá, der in den Fjord mündet. 